# Ketteler-Kolleg Mainz
Das Staatliche Ketteler-Kolleg Mainz ist ein Tages-Kolleg und Abendgymnasium in Mainz. Es bietet Erwachsenen die Möglichkeit, auf verschiedenen Wegen das Abitur oder die Fachhochschulreife zu erlangen – entweder als Vollzeitstudierende am Kolleg oder berufsbegleitend am Abendgymnasium oder mit Abitur-Online. Am Ende der Einführungsphase erlangen die Studierenden zudem den qualifizierten Sekundarabschluss I (Realschulabschluss).
Der Besuch der Schule ist kostenlos, Studierende haben zudem ein Anrecht auf Förderung nach den Bundesausbildungsförderungsgesetz (BaFöG).
Das Ketteler-Kolleg wurde 1951 gegründet. Es ist nach dem Mainzer Bischof, deutschen Politiker und Gründer des Katholischen Arbeitnehmer-Bewegung Wilhelm Emmanuel von Ketteler benannt. Seit 2022 befindet sich die ehemalige Bistumsschule in Trägerschaft des Landes Rheinland-Pfalz.

## Geschichte
Das Abendgymnasium wurde 1951 von Ernst Plum gegründet. Seine Intention war es, Menschen die im Zweiten Weltkrieg kein Abitur erlangen konnten, die Möglichkeit zu geben, dies nachzuholen. Zunächst war dies für Menschen gedacht, die sich für das Priestertum entschieden hatten. Doch schon bald erweiterte man die Bestimmung der Schule zum Abitur für alle Berufsziele, Konfessionen und Geschlechter.
Von 1961 bis 1966 wurden auf dem Hartenberg-Münchfeld vom Architekten Hans-Joachim Lenz neue Räumlichkeiten entworfen.
1964 gesellte sich zum Abendgymnasium das Ketteler-Kolleg, denn das Wirtschaftswunder verlangte vermehrt nach gut ausgebildeten Kräften, und das Interesse an sozialem Aufstieg (vor allem durch Bildung) war in der Bevölkerung stark angewachsen. Zudem bot das Tages-Kolleg eine größere Vielfalt an Fächern und den Studierenden die Freiheit von der Berufstätigkeit. Dies führte wohl mit dazu, dass sich der Schwerpunkt der Anmeldungen vom Abendgymnasium auf das Tageskolleg verschob. 1972 bis 1996 gab es gar keine Klassen im Abendgymnasium.
Seit 2007 bietet das Ketteler-Kolleg und -Abendgymnasium das Blended-Learning-Programm Abitur online an. Wer nicht täglich den Unterricht besuchen kann, kann hier die Hälfte des Unterrichts an zwei Abenden oder an zwei Vormittagen in der Schule absolvieren. Die andere Hälfte der Unterrichtszeit findet bei flexibler Zeiteinteilung in betreuten Selbstlernphasen über eine Lernplattform statt.
Im Sommer 2022 hat das Bistum Mainz das Ketteler-Kolleg und -Abendgymnasium Mainz nach 71 Jahren an das Land Rheinland-Pfalz übergeben. Seitdem heißt es offiziell Staatliches Ketteler-Kolleg und -Abendgymnasium mit Abitur online.

## Verkehrsanbindung

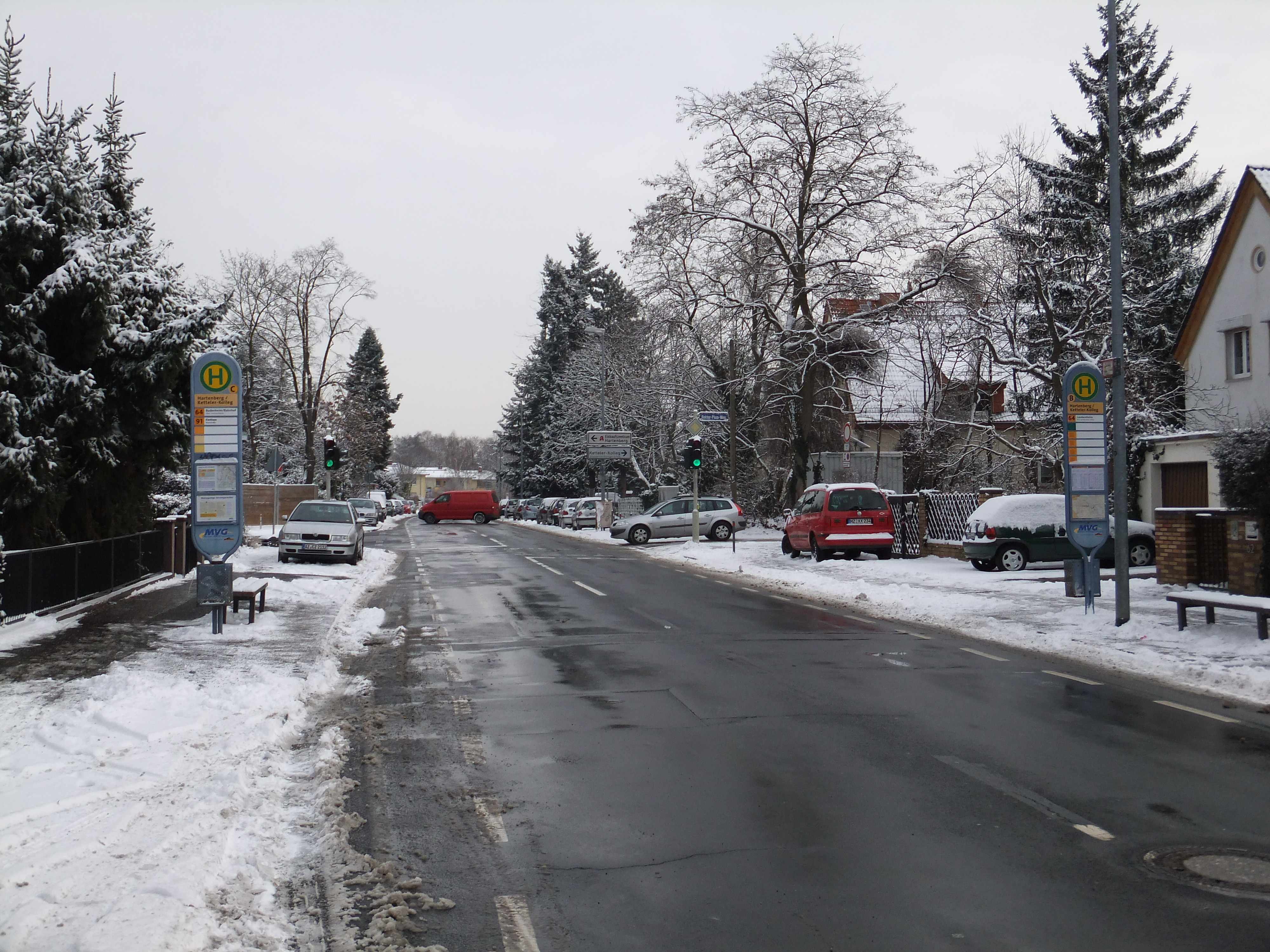
Die Bushaltestelle Hartenberg/Ketteler-Kolleg

Das Ketteler-Kolleg liegt im Stadtteil Hartenberg-Münchfeld und verfügt über einen großen Parkplatz für die Studierenden. Mit öffentlichen Verkehrsmitteln ist die Schule per Bus erreichbar. Die Bushaltestelle Hartenberg/Ketteler-Kolleg der Mainzer Verkehrsgesellschaft wird von den Linien 64, 65, 68 und 93 angefahren; den erstgenannten zwei Linien dient sie als Endhaltestelle.

## Studierenden-Vertretung
Die Studierenden werden durch die Studierenden-Vertretung (SV) in allen Belangen ihres Schulalltags gegenüber dem Träger, dem Kollegleiter und dem Kollegium vertreten. Außerdem organisiert die SV Feste, Veranstaltungen, Spendenaktionen und mehr.

## Förderverein
Der Förderverein Verein der Freunde und Ehemaligen des Abendgymnasiums, des Ketteler-Kollegs und des Ketteler-Internats e. V. wurde 1964 gegründet und hat etwa 300 Mitglieder (Stand 2014).

## Bekannte Absolventen
- Klaus Gereon Beuckers (* 1966), Professor für Kunstgeschichte an der Christian-Albrechts-Universität zu Kiel
- Norbert Blüm (1935–2020), ehemaliger Bundesminister für Arbeit und Sozialordnung
- Andrea Fischbach (* 1969), Professorin für Psychologie an der Deutschen Hochschule der Polizei
- Marga Ingeborg Thome (* 1942), deutsch-isländische Professorin für Pflegewissenschaft

## Bekannte Mitarbeiter
- David Nikolaus Becker (1932–2016), emeritierter Dompräbendat und externer Richter im Bischöflichen Offizialat Mainz (Studienrat 1965–1969).